# 화성 금산사
금산사는 경기도 화성시 팔탄면 창곡리에 있다. 1986년 5월 20일 화성시의 향토문화재 제7호로 지정되었다가, 2019년 10월 23일 향토문화재(유형) 제7호로 변경 재분류되었다.

## 개요
1912년 김해(金海) 김씨(金氏)들의 모금으로 선조인  신라(新羅)의 명장(名將) 김유신의 위업을 기리기 위해 건립된 사우(祠宇)로서 신라의 유학진흥(儒學振興)과  국학(國學)발전에 공헌한 설총. 최치원의 위패도 함께 배향(配享). 봉사(奉祀)하고 있다. 사당(祠堂)은 정면 6.5m, 측면 2.20m의 규모이다.